# モスクワ・サンクトペテルブルク鉄道

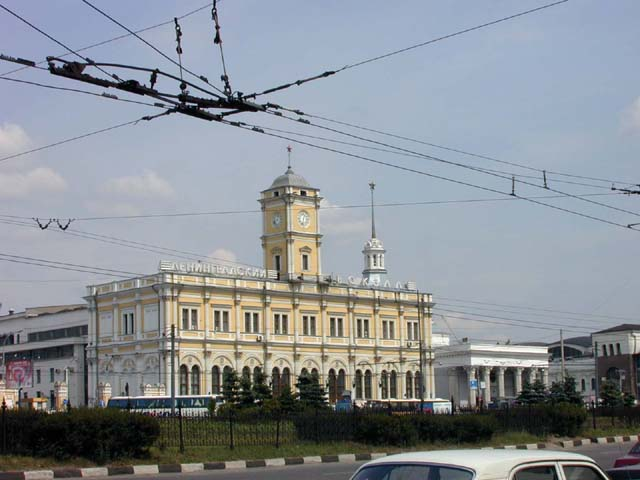
モスクワのレニングラーツキー駅

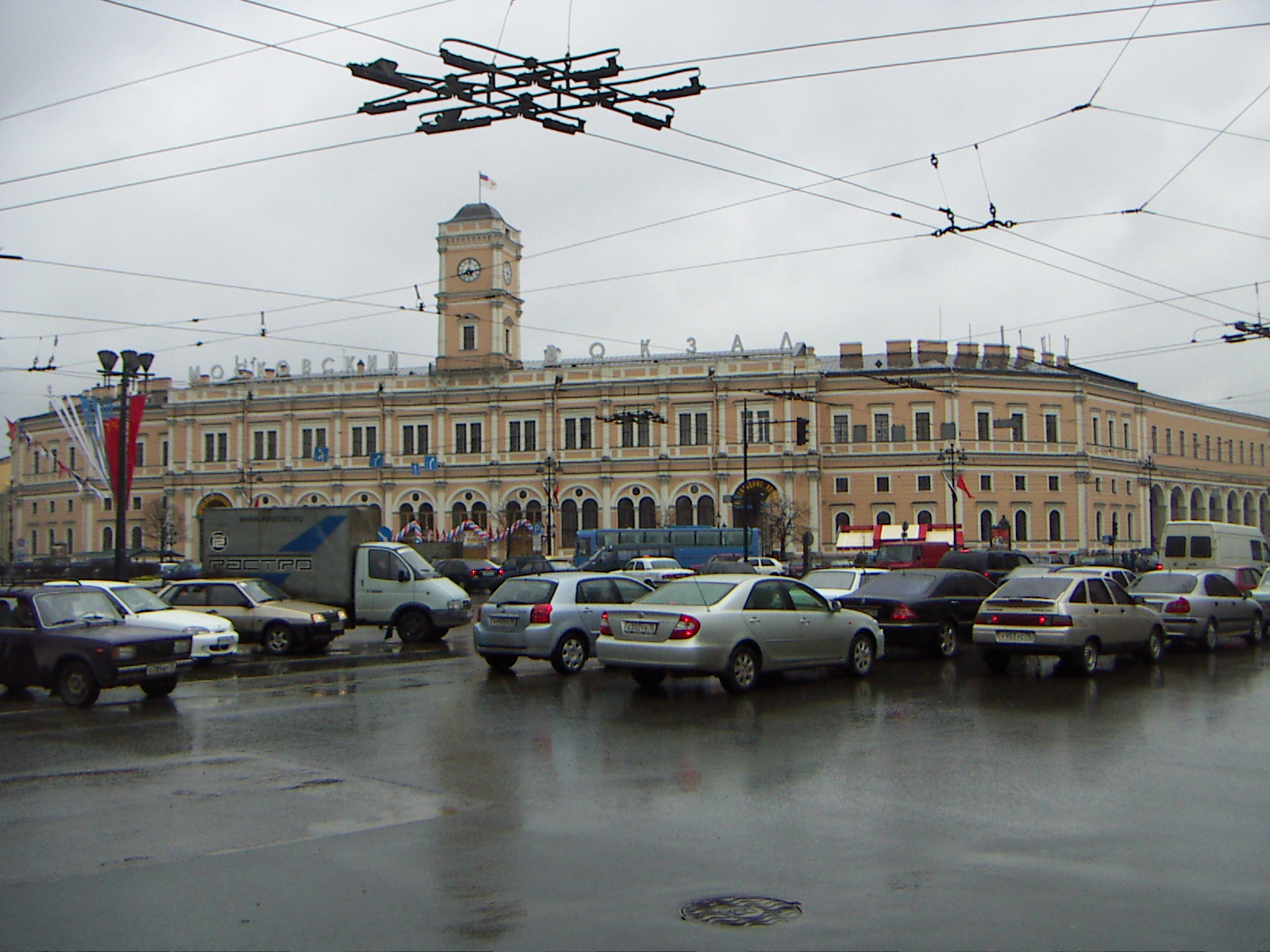
サンクトペテルブルクのモスコーフスキー駅

モスクワ・サンクトペテルブルク鉄道はロシアの二大都市、サンクトペテルブルクとモスクワとを結ぶ鉄道で、全長は649.7km。1842年に建設を始め、1851年に完成している。当時は、両都市を結ぶ道路がニコラエフスキー道路と呼ばれていたので、この道路もその沿線のニコラエフスキー鉄道と呼ばれていた。現在は、ロシア鉄道公開株式会社十月鉄道支社が運営・管理している。

## 行程
モスクワのレニングラーツキー駅を出発し、途中駅はクリム、トヴェリ、リホスラヴリ、ヴイシニー・ヴォロチョーク、ボロゴエ、マーラヤ・ヴィシェラ、チュドヴォなどがあり、サンクトペテルブルクのモスコーフスキー駅で終着となる。

## 列車
普通列車以外に、多くの急行列車が運行されている。いくつかの直行特急列車を挙げると
| 列車番号 | 出発地 - 経由地 - 終着駅                       | モスクワ | S. P. | 所要時間 | コメント                                    |
| -------- | ---------------------------------------------- | -------- | ----- | -------- | ------------------------------------------- |
| 752А     | モスクワ - サンクト・ペテルブルク              | 05:45    | 09:15 | 3h 30m   | 高速列車「サプサン」 直行列車の内で最も速い |
| 166А     | ソチ - モスクワ - サンクト・ペテルブルク       | 19:00    | 23:30 | 4h 30m   | 「北のパルミラ」号                          |
| 032В     | モスクワ - サンクト・ペテルブルク - ヘルシンキ | 22:50    | 06:02 | 7h 12m   | フィンランド行きの国際列車                  |
| 054Ч     | モスクワ - サンクト・ペテルブルク              | 23:40    | 08:35 | 8h 55m   | 直行列車の内で最も遅い                      |
| 002А     | モスクワ - サンクト・ペテルブルク              | 23:55    | 07:55 | 8h 00m   | 「赤い矢」号寝台特急                        |
| 004А     | モスクワ - サンクト・ペテルブルク              | 23:59    | 08:00 | 8h 01m   | 「エクスプレス」号寝台特急                  |
| 038А     | モスクワ - サンクト・ペテルブルク              | 00:30    | 08:48 | 8h 18m   | 「メガポリス」号寝台特急                    |

フィンランド、エストニアなど北方の近隣諸国への国際列車はこの路線を経由する。
特急寝台列車は以前「クラースナヤ・ストレラー」（赤い矢）だけであったが、現在はこれも入れて3編成ある。
2009年に高速列車「サプサン」の営業運転が始まり、従来の急行や普通は減便や廃止されたものがある。